# Williams (achternaam)
Williams is een Engelstalige achternaam. Het is een patroniem, afgeleid van de voornaam William. In Engeland, Wales en de Verenigde Staten is het de op twee na meest voorkomende familienaam.. Een Nederlandstalig equivalent van deze achternaam is Willems.

## Bekende personen
- Amy Williams, Brits skeletonracer
- Andrae Williams, Bahamaans sprinter
- Andy Williams, Amerikaans zanger
- Angela Williams, Amerikaans atlete
- Ashley Williams, Amerikaans actrice
- Ashley Williams, Welsh-Engels voetballer
- Ben Williams, Australisch voetbalscheidsrechter
- Bert Williams, Engels voetballer
- Bernard Williams, Brits filosoof
- Bernard Williams, Amerikaans atleet
- Betty Williams, Noord-Iers vredesactiviste
- Billy Dee Williams, Amerikaans acteur
- Brian Williams, Amerikaans nieuwslezer
- Bryan Williams, pseudoniem Birdman, Amerikaans rapper
- Christa Williams, Duits zangeres
- Christopher Williams, Jamaicaans sprinter
- Cindy Williams, Amerikaans actrice
- Cliff Williams, Brits / Australisch bassist
- Conrad Williams, Brits sprinter
- Cress Williams, Amerikaans acteur
- Daniel Williams, Amerikaans voetballer
- Darrent Williams, Amerikaans footballspeler
- David Walliams, officieel Williams, Engels acteur
- David Williams, pseudoniem van Harold Walters, Amerikaans componist
- David Williams, Amerikaans pokerspeler
- Deniece Williams, Amerikaans soulzangeres
- Deron Williams, Amerikaans basketballer
- Don Williams, Amerikaans countryzanger
- Don Williams, Amerikaans pokerspeler
- Donna Williams, Australisch auteur
- Eirian Williams, Welsh snookerscheidsrechter
- Emmett Williams, Amerikaans dichter en kunstenaar
- Esther Williams, Amerikaans actrice en zwemster
- Fess Williams, Amerikaans jazzmuzikant
- Frank Williams, Engels acteur
- Frank Williams, Brits autocoureur
- George C. Williams, Amerikaans bioloog
- Gregory Alan Williams, Amerikaans acteur
- Guy Williams, Amerikaans acteur
- Hank Williams sr., Amerikaans countryzanger
- Hank Williams jr., Amerikaans countryzanger
- Hank Williams III, Amerikaans singer-songwriter
- Harry Gregson-Williams, Brits filmcomponist
- Hayley Williams, Amerikaanse zangeres
- Hilary Williams, Amerikaans countryzangeres
- Holly Williams, Amerikaanse zangeres
- Jason Williams, Amerikaans basketbalspeler
- Jesse Williams, Amerikaans acteur
- Jesse Williams, Amerikaans atleet
- Jett Williams, Amerikaans singer-songwriter
- Jillian Camarena-Williams, Amerikaanse atlete
- JoBeth Williams, Amerikaanse actrice
- Jody Williams, Amerikaanse activiste en Nobelprijswinnaar
- John Williams, Amerikaans accordeonist
- John Williams, Amerikaans boogschutter
- John Williams, Amerikaans filmcomponist
- John Williams, Australisch gitarist
- John Williams, Nederlands televisiepresentator
- John Williams, Welsh snookerscheidsrechter
- John Edward Williams, Amerikaans schrijver
- Jonathan Williams, Brits autocoureur
- Katt Williams, Amerikaans komiek
- Kelli Williams, Amerikaans actrice
- Kiely Williams, Amerikaanse actrice
- Kimberly Williams, Amerikaanse actrice
- Lauryn Williams, Amerikaanse atlete
- Leroy Williams, Amerikaans jazzdrummer
- Leroy S. Williams, Amerikaans componist en muziekpedagoog
- Linda Williams, Nederlandse zangeres
- Lucinda Williams, Amerikaans singer-songwriter
- Maisie Williams, Britse actrice
- Mark Williams, Welsh snookerspeler
- Mark Williams, Brits acteur
- Mark Williams, Zuid-Afrikaans voetballer
- Mark Stuart Williams, Noord-Iers voetballer
- Mary Lou Williams, Amerikaans jazzmuzikant
- McRae Williams, Amerikaans freestyleskiër
- Michael C. Williams, Amerikaans acteur
- Michael Kenneth Williams, Amerikaans acteur
- Michelle Williams, Amerikaanse actrice
- Michelle Williams, Amerikaanse zangeres
- Nelson Williams, Amerikaans jazztrompettist
- Nigel Williams, Vlaams-Engels comedian
- Nigel Williams, artiestennaam Digitzz, Nederlands-Amerikaans rapper
- Novlene Williams-Mills, Jamaicaanse sprintster
- Olivia Williams, Engelse actrice
- Otis Williams, Amerikaans zanger
- Patrick Williams, Amerikaans componist
- Paul Williams of Billy Paul, Amerikaans soulzanger
- Paul Williams, Brits
- Paul Williams, Amerikaans zanger
- Percy Williams, Canadees atleet
- Pharrell Williams, Amerikaans muzikant
- Ralph Vaughan Williams, Brits componist
- Raymond Williams, Welsh schrijver en criticus
- Rhyne Williams, Amerikaans tennisser
- Rhys Williams, Australisch voetballer
- Robbie Williams, Brits zanger
- Robert Williams, Amerikaans boogschutter
- Robert Williams, Amerikaans astronoom
- Robert R. Williams, Amerikaans scheikundige
- Roberta Williams, Amerikaans computerspelontwikkelaar
- Robin Williams, Amerikaans acteur en komiek
- Rowan Williams, Brits theoloog
- Rupert Gregson-Williams, Brits componist
- Serena Williams, Amerikaans tennisspeler
- Shericka Williams, Amerikaans sprintster
- Simon Channing-Williams, Brits filmproducent
- Simon Williams, Brits schaker
- Sonny Bill Williams, Nieuw-Zeelands sporter
- Spencer Williams, Amerikaans jazzmuzikant
- Stanley Williams, Amerikaans crimineel en schrijver
- Sunita Williams, Amerikaans ruimtevaarder
- Susan Williams, Amerikaanse triatlete
- Tad Williams, Amerikaans schrijver
- Tennessee Williams, Amerikaans schrijver
- Terry Williams, Brits drummer
- Tex Williams, Amerikaans countryzanger
- Thomas Stafford Williams, Nieuw-Zeelands geestelijke
- Tiffany Ross-Williams, Amerikaanse hordeloopster
- Tod Williams, Amerikaans filmregisseur
- Tonique Williams-Darling, atlete van de Bahama's
- Tony Williams, Amerikaans jazzdrummer
- Treat Williams, Amerikaans acteur
- Tyler James Williams, Amerikaans acteur
- Vanessa L. Williams, Amerikaanse zangeres en actrice
- Venus Williams, Amerikaans tennisspeler
- Victor Williams, Amerikaans acteur
- Wade Williams, Amerikaans acteur
- William Carlos Williams, Amerikaans dichter
- Yvette Williams, Nieuw-Zeelandse atlete
- Zelda Williams, Amerikaanse actrice

## Fictief
- Danny Williams, personage uit de televisieseries Hawaii Five-O en Hawaii Five-0
- Paul Williams (fictie), personage uit de Amerikaanse soapserie The Young and the Restless